# AC Prag
Der Athletic Club Praha, kurz AC Praha, war ein tschechischer Sportklub aus Prag.
Der Verein wurde 1891 als erster Sportklub in Böhmen gegründet. Fußball wurde erst später gespielt, nach einigen Angaben ab 1893, nach anderen erst ab 1895/96. Mehrere Jahre besaß der Klub keinen eigenen Platz, fand aber schließlich auf dem Letná-Gelände in Nachbarschaft zum AC Sparta ein Zuhause.
Im Frühjahr 1896 nahm der AC Prag an der ersten böhmischen Fußballmeisterschaft teil und bestritt am 22. März das erste offiziell organisierte Fußballspiel in Böhmen. Gegner war der ČFK Kickers. Beim Stand von 1:0 für den ČFK Kickers verließen die Spieler des AC Prag wohl aus Protest gegen die Schiedsrichterleistung den Platz und kamen nicht mehr zurück. Gegen den SK Slavia verlor der AC mit 0:5 und beendete die Meisterschaft ohne Punktgewinn auf dem vierten und letzten Platz. Bei der zweiten organisierten Meisterschaft im Herbst 1896 unterlag der in weiß-roten Trikots spielende AC dem DFC Prag mit 0:11 und dem AC Sparta mit 0:6. Da der dritte Gegner, der SK Slavia, zum Spiel gegen den AC nicht antrat, wurden diesem zwei Punkte gutgeschrieben, wodurch die Meisterschaft noch vor Slavia auf dem dritten Platz beendet werden konnte.
Schon 1898 aber waren Slavia und der AC den anderen Mannschaften so überlegen, dass die Meisterschaft der 1. Klasse aus einem Spiel zwischen diesen beiden Klubs bestand. Slavia gewann mit 2:0. An der Meisterschaft 1899 nahm der AC Prag aus Mangel an Spielern nicht teil.
Als 1901 der Böhmische Fußballverband gegründet wurde, gehörte der AC Prag zu den Gründungsmitgliedern. An der diesmal offiziellen Meisterschaft 1902 nahmen die Weiß-Roten ohne nennenswerten Erfolg teil. Im gleichen Jahr löste sich die Fußballabteilung des AC Prag auf. Auf der Hauptversammlung wurde den Spielern vorgeworfen, ihre Mitgliedsbeiträge nicht zu zahlen, obwohl sie vom Verein Trikots, Schuhe und Bälle gestellt bekämen. Die meisten Spieler traten anderen Klubs bei.
Im Jahr 1900 liefen folgende Spieler für den AC Prag auf: Fiřtík - Novák, Strnad - Krajíček, Růžička, Buda - Makovička, Doležal, Otradovec, Čmelinský, Turnovský.
Aus dem AC Prag ging 1893 der AC Sparta hervor, als unzufriedene Mitglieder austraten und den AC Vinohrady gründeten, aus dem wiederum ein Jahr später der AC Sparta hervorging.